# Servicebus

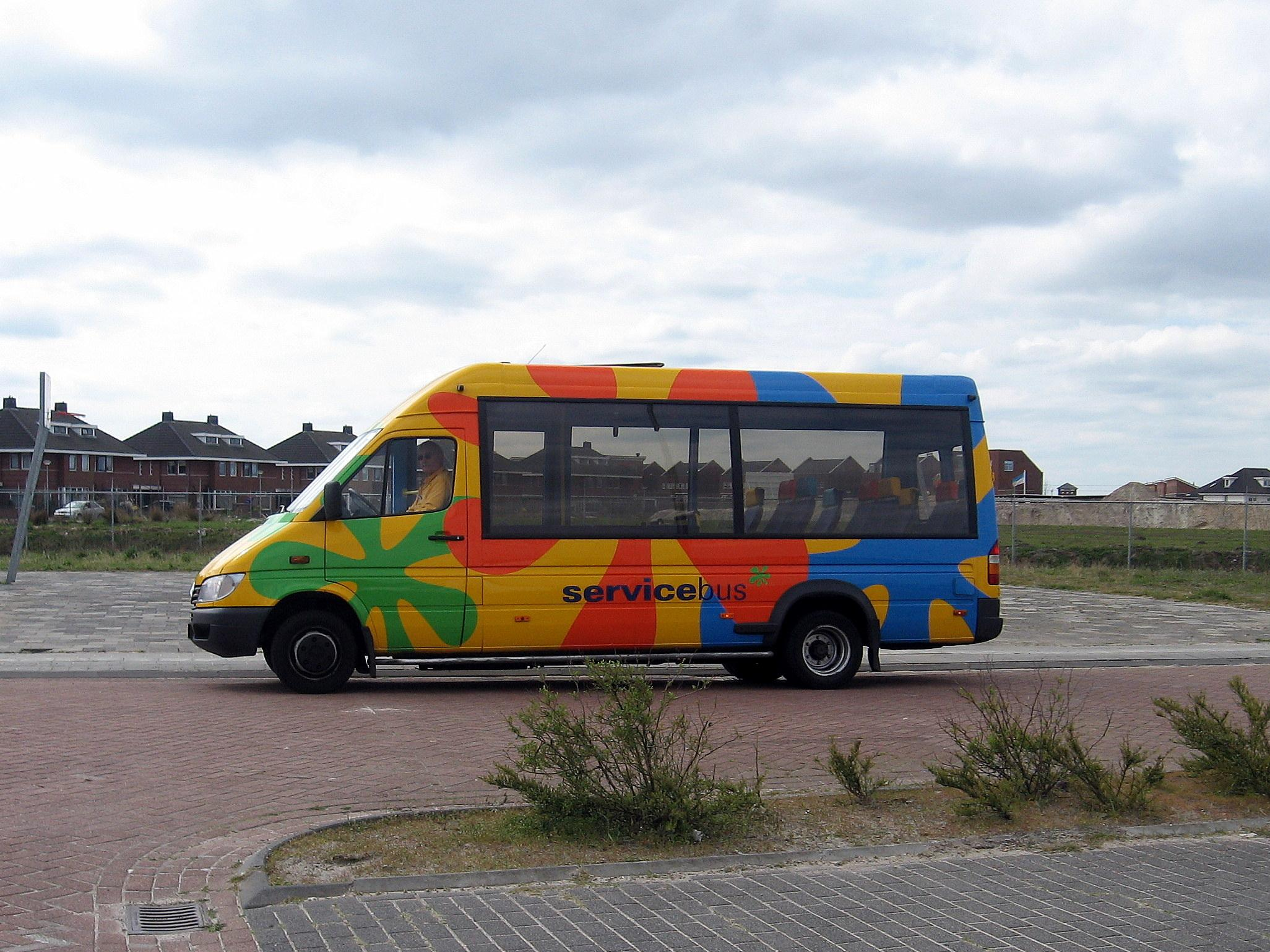
De Servicebus in Assen

De Servicebus is een openbaar vervoersformule van OV-bureau Groningen Drenthe die vooral bedoeld is om ouderen en gehandicapten gemakkelijker met het openbaar vervoer te laten reizen. De dienstregeling wordt meestal uitgevoerd met speciale, kleine busjes met een lage vloer, waardoor instappen zeer gemakkelijk is.

## Bediening
De Servicebus rijdt in de gemeenten Delfzijl, Assen, Veendam en Midden-Groningen.
De Servicebus bedient veel bejaardentehuizen en openbare voorzieningen als winkelcentra en stations. Daarnaast rijdt de Servicebus op veel plaatsen waar de grote bus niet komt. Hierdoor krijgen meer dorpen en wijken een busverbinding.